# Las Cabezas de San Juan
Las Cabezas de San Juan ist eine Stadt in der Provinz Sevilla in Spanien mit 16.410 Einwohnern (Stand: 2024). Sie ist Teil der Comarca Bajo Guadalquivir in Andalusien. 

## Geografie
Las Cabezas de San Juan liegt an der Autovía A-4. Die Gemeinde grenzt an die Gemeinden Espera (Provinz Cádiz), Lebrija, La Puebla del Río und Utrera. Zur Gemeinde gehören die Ortschaften Marismillas, Sacramento, San Leandro, Vetaherrado und als Hauptort die namensgebende Stadt Las Cabezas de San Juan.

## Geschichte
In der punischen Ära war die Siedlung unter dem Namen Cumbaria bekannt, der auf den von dieser Stadt ausgegebenen Münzen erscheint, und zwar in insgesamt zwei Serien zwischen dem zweiten und dem ersten Jahrhundert vor Christus. Der karthagische General Hannibal ordnete den Bau zahlreicher Türme an, die während der gesamten römischen Kolonisierung beibehalten wurden und von den Arabern übernommen wurden, die den Namen in Atalayas de Montúfar änderten. Im 17. Jahrhundert wurde sie an den Grafen von Cañete verkauft, der einen Teil der Burg abreißen ließ, um seinen Palast zu bauen.
Las Cabezas de San Juan ist vor allem deshalb bekannt, weil dort am 1. Januar 1820 der damalige Oberstleutnant Rafael del Riego die Verfassung von 1812 verkündete und damit die erste Periode der konstitutionellen Monarchie in der Geschichte Spaniens, das sogenannte Liberale Triennium, einleitete.

## Söhne und Töchter der Stadt
- Carlos Marchena (* 1979), Fußballspieler